# Getafe
Getafe est une ville d'Espagne située à 13 km au sud de Madrid, dans une zone plane de la Meseta. C'est l'une des villes les plus peuplées et industrialisées de l'aire métropolitaine de la capitale. Getafe est également connue pour sa base militaire, l'une des plus anciennes d'Espagne, pour le Cerro de Los Ángeles, considéré comme le centre géographique de la péninsule Ibérique et pour l'Université Carlos III, dont le siège se trouve dans la ville.
La proximité de Getafe avec Madrid a permis un développement industriel important durant le XXe siècle, provoquant une hausse de la population s'établissant aujourd'hui à 183 095 habitants et la transformant en une ville-dortoir. La croissance démographique a obligé les pouvoirs publics à construire de nombreuses voies d'accès, à y développer considérablement les services publics et à édifier de nouveaux quartiers.

## Étymologie
Au Moyen Âge, dans les limites du territoire communal actuel de Getafe, cohabitaient plusieurs hameaux, dont un des plus importants était Alarnes, situé proche du centre urbain actuel. En 1326, les habitants de ces hameaux s'unirent dans un village proche de la voie royale qui reliait Madrid à Tolède. Ce nouveau village se vit donner le nom de Xatafi qui dérive du terme arabe Jata qui signifiait « assez long ». Il en a été déduit que le terme Xatafi se référait à la rue principale du village qui n'était autre que la voie royale. Xetafe signifie donc « route longue ». Ce nom d'origine évolua, prenant successivement les formes Xetafi, Jetafee, Jetaphe, Jetafe et, pour finir, Getafe.

## Histoire
Il est possible de considérer l'histoire de Getafe selon trois périodes distinctes. Durant la première, allant de la Préhistoire à 1326, diverses cités et hameaux ont occupé le territoire communal, même si Getafe n'existait pas encore comme village. La seconde période qui débute au XIVe siècle et s'achève au XXe siècle est caractérisée par la formation du village de Getafe et son lent développement avec des constructions isolées. Enfin, la dernière phase correspond à l'époque d'après-guerre qui a vu Getafe cesser d'être un village agricole et rural pour devenir une grande cité industrielle à travers une croissance importante de la démographie, des activités commerciales et industrielles et de la superficie urbanisée.

## Transport
La ville dispose du centre multimodal de la gare de Getafe Central. Elle est desservie par les lignes 3 et 12 du métro de Madrid. Cette dernière suit un parcours circulaire et la relie à Alcorcón, Móstoles, Fuenlabrada et Leganés.

## Lieux et monuments
L'église Sainte Marie-Madeleine est, depuis 1991, une cathédrale avec la création du diocèse de Getafe.
À noter aussi, l'immense mégaplexe Kinepolis de 25 salles pour plus de 9 000 sièges.

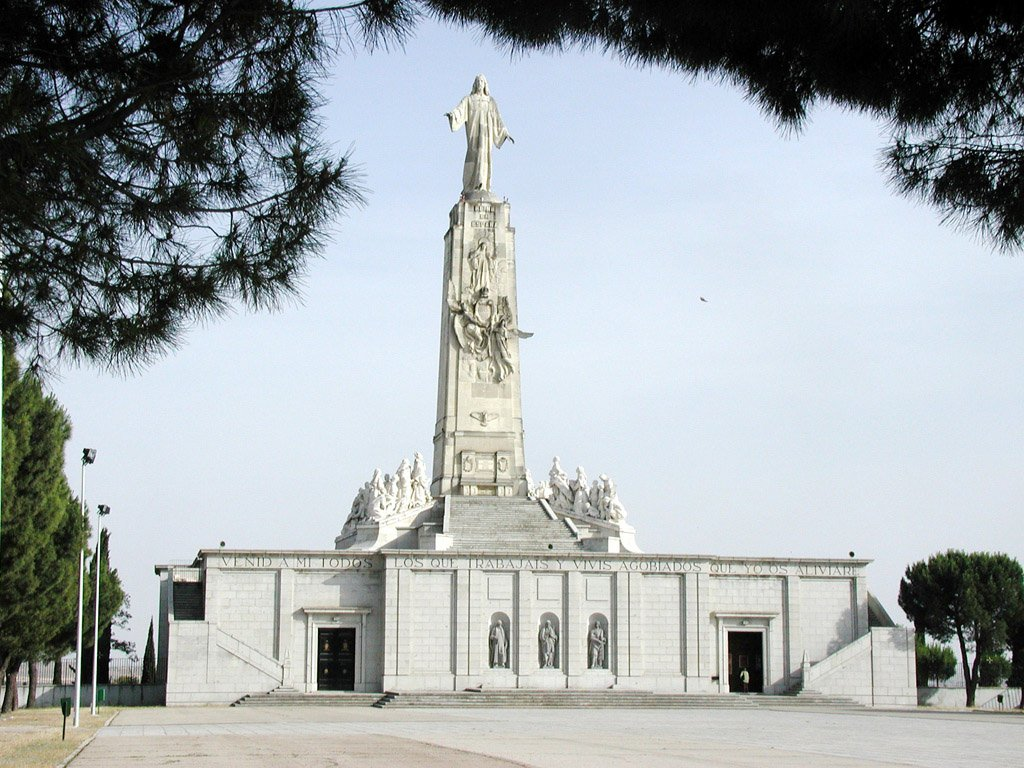
Monument au Sacré-Cœur de Jésus sur la butte-témoin de los Ángeles
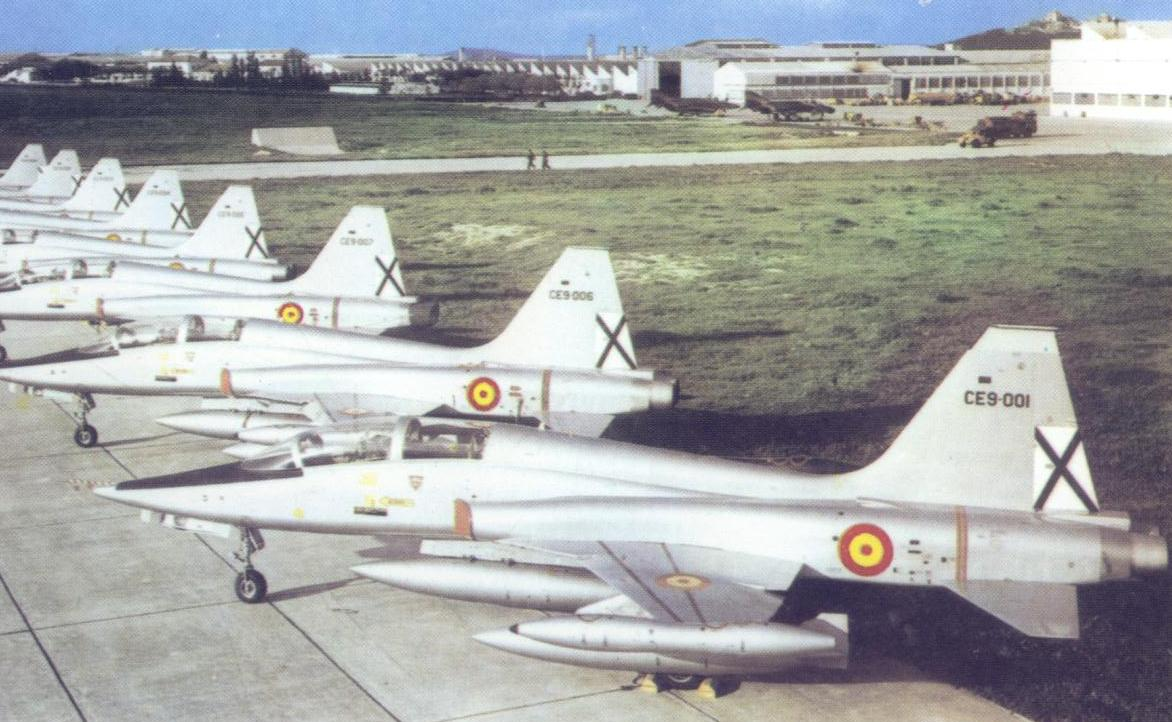
Avions sur l'aéroport de Getafe.

## Sport
Getafe possède un club de football : le Getafe CF.

## Jumelages
- Jetafe (Philippines) depuis 1990
- La Daira Djrafia (Sahara occidental) depuis 1991
- Guanabacoa (Cuba) depuis 1996